# Seven Arcs
株式會社Seven Arcs（日語：株式会社セブン・アークス）中文又稱七神器，是以動畫的企畫、製作和版權管理為主要營業事項的日本企業。最廣為人知的作品是《魔法少女奈叶》系列、《DOG DAYS》系列以及《總之就是很可愛》。

## 概要、沿革
原本是日本動畫製作公司Arcturus旗下的成人動畫OVA製作分公司，2002年5月，Arcturus出身的代表董事上村修以製作電視動畫為目的創立「Seven Arcs」，但在建立之後的兩年間依然以製作成人向ova為主。後聘用新房昭之並藉2004年播放的《魔法少女奈葉》正式涉足製作電視動畫。
2012年將實質製作部門轉交同年成立的另外一間動畫工作室株式會社Seven Arcs Pictures之後，則改為從事企劃、製作、版權管理等業務。
2017年12月26日，上村修出讓Seven Arcs，東京放送控股收購所有股份，納為旗下子公司。Seven Arcs與TBS電視台、BS-TBS形成TBS集團，協助該控股從事動畫方面的業務。
2019年10月1日Seven Arcs Pictures、Arcturus和Seven Arcs 3社合併為Seven Arcs公司。

## 製作作品

### 電視動畫
- 魔法少女奈葉系列（魔法少女リリカルなのはシリーズ）
  - 魔法少女奈葉（魔法少女リリカルなのはA's）（2004年）
  - 魔法少女奈葉A's（魔法少女リリカルなのはシリーズ）（2005年）
  - 魔法少女奈葉StrikerS（魔法少女リリカルなのはStrikerS）（2007年）
  - 魔法少女奈葉ViVid（魔法少女リリカルなのはViVid）（2015年）※實質製作為A-1 Pictures
  - ViVid Strike! (ヴィヴィッドストライク）（2016年)
- 犬神！（いぬかみっ!）（2006年）
- 鶺鴒女神系列（セキレイ）
  - 鶺鴒女神（2008年）
  - 鶺鴒女神〜Pure Engagement〜（セキレイ〜Pure Engagement〜）（2010年）
- 白色相簿（WHITE ALBUM）（2009年）
- 魔神相克者系列（アスラクライン）
  - 魔神相克者（2009年）
  - 魔神相克者2（アスラクライン2）（2009年）
- DOG DAYS系列
  - DOG DAYS（2011年）
  - DOG DAYS'（2012年）
  - DOG DAYS'' (2015年)
- 星梦手记（2016年）
- 罪人与龙共舞（2018年）
- 阿尔蒂（2020年）
- 總之就是很可愛系列
  - 總之就是很可愛（2020年）
  - 總之就是很可愛 SNS (2021年）
  - 總之就是很可愛 制服（2022年）
  - 總之就是很可愛 第二季（2023年）
- Extreme Hearts（2021年）
- 藍色時期（2021年）
- 魔都精兵的奴隸（2024年）
- 靠廢柴技能【狀態異常】成為最強的我將蹂躪一切（2024年）

### OVA
- 三角心 〜Sweet Songs Forever〜（とらいあんぐるハート 〜Sweet Songs Forever〜）

### 劇場版
- 犬神！THE MOVIE特命靈的搜査官・仮名史郎！（いぬかみっ! THE MOVIE 特命霊的捜査官・仮名史郎っ!）（2007年）
- 魔法少女奈葉 The MOVIE 1st（魔法少女リリカルなのは The MOVIE 1st）（2010年）
- 魔法少女奈葉 The MOVIE 2nd A's（魔法少女リリカルなのは The MOVIE 2nd A's）（2012年）

### 協力製作
電視動畫
- 初音島II（D.C.II 〜ダ・カーポII〜）（2007年）（總承包商：feel.，2007年）
- 火影忍者疾風傳（NARUTO -ナルト- 疾風伝）（總承包商：Studio Pierrot，2010年－）
- 我的朋友很少NEXT（僕は友達が少ないNEXT）（總承包商：AIC Build，2013年）
- 南家三姊妹 我回來了（みなみけ ただいま）（總承包商：feel.，2013年）

此後將協力製作業務轉交Seven Arcs Pictures管理。

## 相關人物

### 動畫師／演出家
- 菊池勝也
- 草川啓造
- 奧田泰弘
- 友岡新平（日语：友岡新平）

- 小森篤
- 齊藤良成（日语：斉藤良成）
- 小平麻紀

### 原作／劇本
- 都築真紀

### 製作
- 上村修
- 田中辰彌
- 康村諒

## 相關項目
- Arcturus（日语：アークトゥールス）
- Studio Pierrot
- 日本動畫工作室列表

## 腳註
1. ↑  . ORICON STYLE. 2013-04-08  [2013-04-10] （日语）.
2. ↑  井上、中山.  (PDF). TBS Holdings·社長室企劃部. 2017年12月26日  [2017年12月27日]. （原始内容存档 (PDF)于2017年12月26日） （日语）.
3. ↑  合併公告、2019年（令和元年）8月26日付「官報」（号外第99号）62頁。
4. ↑  . 株式会社Seven Arcs（セブン・アークス）.   [2019-10-01]. （原始内容存档于2019-10-01）.

## 外部連結
- （日語）SEVEN ARCS的官方網站（页面存档备份，存于）